# Bahnhof Zürich Giesshübel

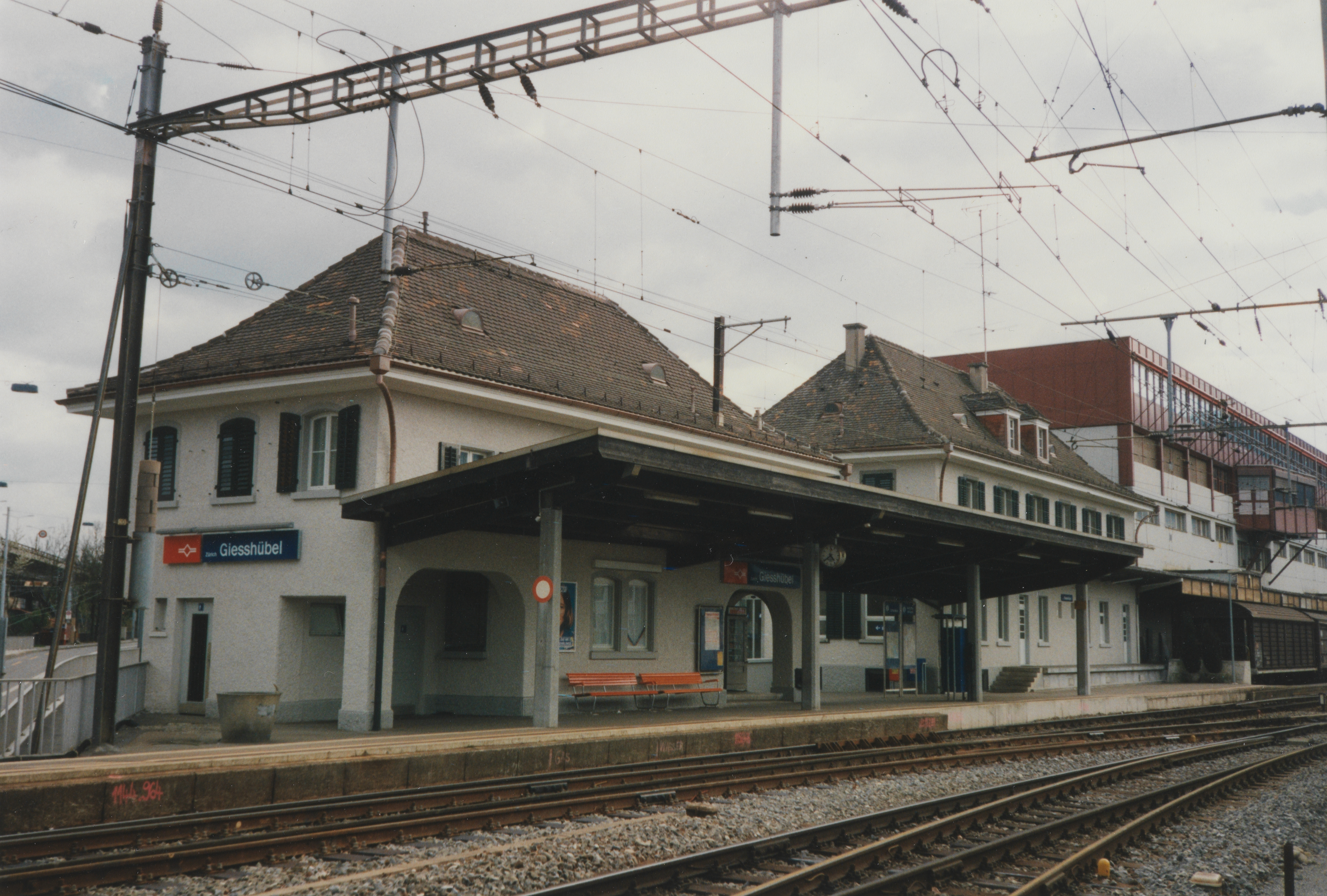
Damaliges Stationsgebäude (1997)

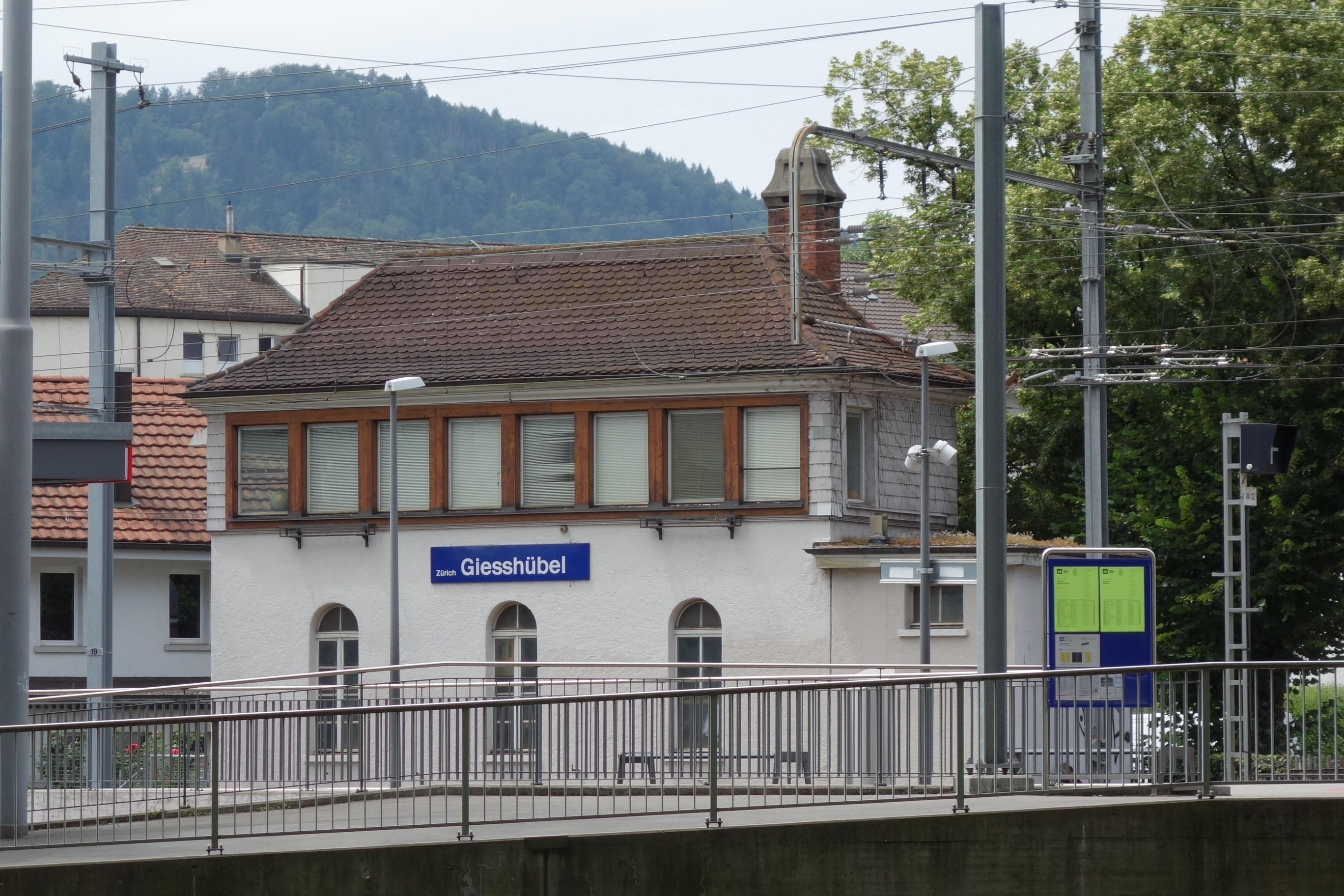
Stellwerkgebäude (2018)

Der Bahnhof Zürich Giesshübel ist ein Bahnhof an der heutigen Sihltallinie der Sihltal-Zürich-Uetliberg-Bahn (SZU) in Zürich Wiedikon. Gemäss der Klassifikation der Haltepunkte handelt es sich um den einzigen «echten» Bahnhof der SZU. Das Areal ist Sitz der SZU und beherbergt Depots, Werkstätten und Abstellgleise sowie eine Güterumschlaganlage.
Am Bahnhof zweigt die Uetliberglinie der SZU ab, allerdings ohne einen Haltepunkt zu besitzen. Zudem zweigt eine einspurige Verbindungsstrecke zum Bahnhof Zürich Wiedikon der Schweizerischen Bundesbahnen (SBB) ab; diese verläuft seit 1927 im Manessetunnel und dient vornehmlich Güterzügen. Obwohl der Bahnhof und die Verbindungslinie der SZU gehören, wird der Bahnhof im Güterverkehr von den SBB respektive SBB Cargo bedient.
Da die in den Führerständen der SBB-Lokomotiven gebräuchlichen Funkgeräte mit den Einrichtungen der SZU nicht kompatibel sind, benötigen Triebfahrzeugführer auf SBB-Triebfahrzeugen ein mobiles Telefon zur Kommunikation mit der SZU. Regelmässige Gäste im Bahnhof Giesshübel sind unter anderem seit rund 50 Jahren die Ae 6/6-Lokomotiven der SBB.
Vom einstigen Bahnhofsensemble steht mittlerweile nur noch das alte Stellwerkgebäude (Eichstrasse 1) aus dem Jahre 1923, sowie ferner die 1964 fertiggestellte Depotwerkstätte (Uetlibergstrasse 71). Im Rahmen einer Arealüberbauung wurde das Bahnhofareal samt dem ehemals fünfgleisigen Freiverlad zwischen August 2010 und 2013 neu parzelliert und überbaut. Der Neubebauung fielen dabei das Stationsgebäude (Manessestrasse 148) und das Verwaltungsgebäude (Manessestrasse 152) zum Opfer; überlebt hat einzig der zweigeschossige Betonsockel des Betriebsgebäudes (Manessestrasse 154) aus den 1960er-Jahren, dessen Aufstockung aus den 1980er-Jahren unter Betrieb entfernt und durch einen viergeschossigen Holzaufbau ersetzt wurde (neu Wolframplatz 20–22).

## Verkehr

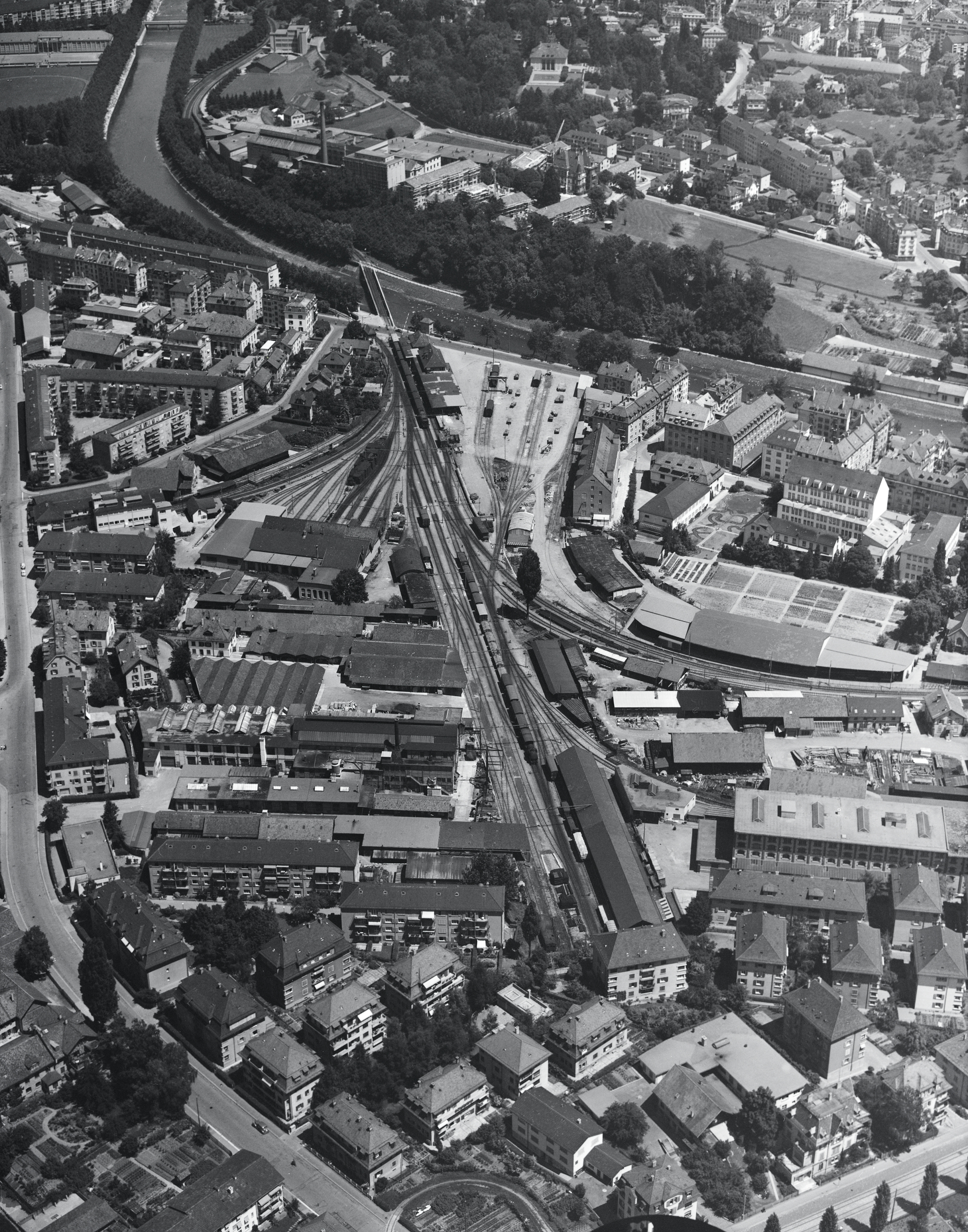
Luftbild (ca. 1951)

Der Bahnhof Zürich Giesshübel besitzt einen Haltepunkt auf einen Gleis für die Sihltalbahn in Richtung Sihltal.
- S 4 Zürich HB – Adliswil – Langnau-Gattikon (– Sihlwald)
- SN4 Zürich HB – Adliswil – Langnau-Gattikon